# Vöröskontyos kacérkolibri
A vöröskontyos kacérkolibri (Lophornis delattrei) a madarak osztályának sarlósfecske-alakúak (Apodiformes) rendjébe és a kolibrifélék (Trochilidae) családjába tartozó faj.

## Rendszerezése
A fajt René Primevère Lesson francia ornitológus írta le 1839-ben, az Ornismya nembe Ornismya (Lophorinus) DeLattrei néven.

## Alfajai
- Lophornis delattrei delattrei (Lesson, 1839)
- Lophornis delattrei lessoni Simon, 1921[2]

## Előfordulása
Panama, Bolívia, Kolumbia, Ecuador és Peru területén honos. Természetes élőhelyei a  szubtrópusi és trópusi síkvidéki és hegyi esőerdők, valamint cserjések.

## Megjelenése
Testhossza 7 centiméter, testtömege 2-3 gramm.